# Ibrahima Traoré
Ibrahima Traoré (Villepinte, 21 aprile 1988) è un ex calciatore francese naturalizzato guineano, di ruolo centrocampista.

## Carriera

### Club
Dopo aver cominciato la carriera in Francia, nel 2006 si trasferisce in Germania.
Il 12 maggio 2011 viene annunciato il suo trasferimento allo Stoccarda a partire dalla stagione 2011-2012.

### Nazionale
Nel 2010 debutta con la nazionale guineana.